# Głuszyna (Namysłów)
Głuszyna (deutsch Glausche) ist eine Ortschaft in Niederschlesien. Der Ort liegt in der Gmina Namysłów im Powiat Namysłowski in der Woiwodschaft Oppeln in Polen.

## Geographie

### Geographische Lage
Das Waldhufendorf Głuszyna liegt 15 Kilometer nordöstlich der Gemeinde- und Kreisstadt Namysłów (Namslau) sowie 67 Kilometer nördlich der Woiwodschaftshauptstadt Opole (Oppeln). Nördlich, östlich und südlich des Ortes liegt die Grenze zur Woiwodschaft Großpolen. Diese bildete bis 1939 die Grenze zwischen Polen und dem Deutschen Reich.
Der Ort liegt in der Nizina Śląska (Schlesische Tiefebene) innerhalb der Równina Oleśnicka (Oelser Ebene). Das Dorf liegt an der Głuszynka (Glauscher Wasser). Der Ort liegt an der stillgelegten Bahnstrecke Syców–Bukowa Śląska.

### Nachbarorte
Nachbarorte von Głuszyna sind im Nordwesten Brzezinka (Schindlersfelde), im Osten Rychtal (Reichtal), im Südwesten Kowalowice (Kaulwitz) und im Westen Smogorzów (Schmograu).

## Geschichte

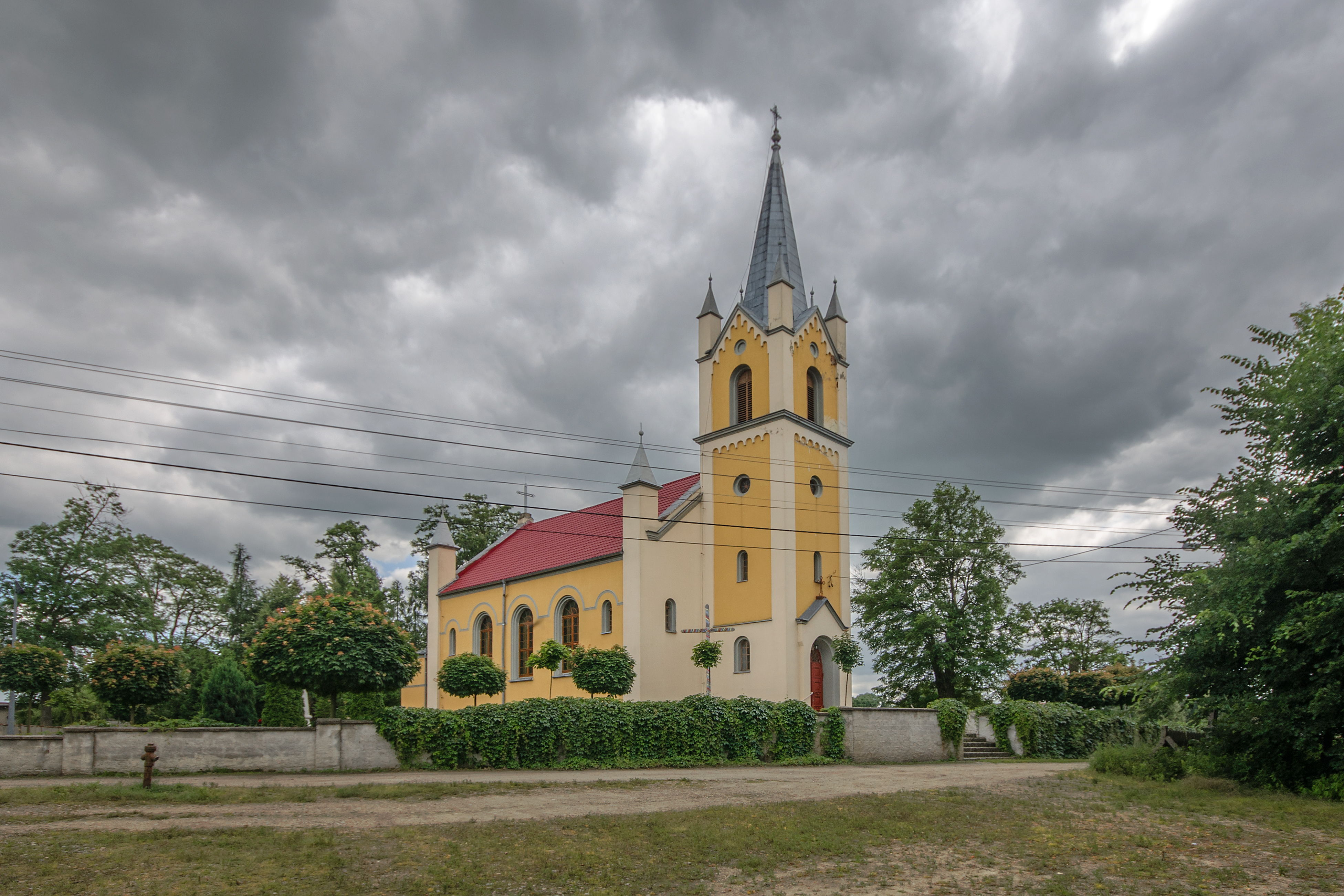
Allerheiligenkirche

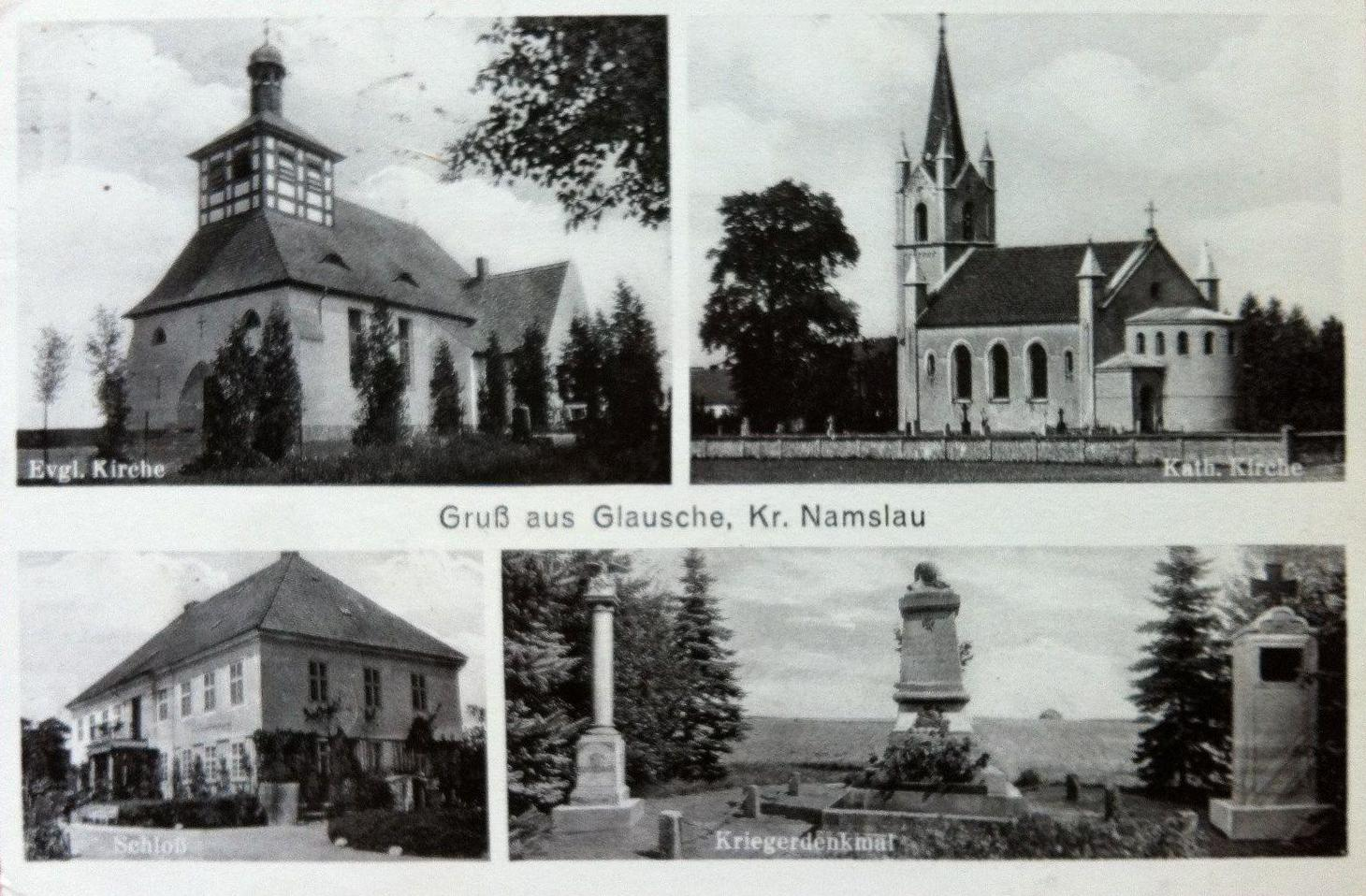
Alte Postkarte von Glausche um 1930

In dem Werk  Liber fundationis episcopatus Vratislaviensis aus den Jahren 1295–1305 wird der Ort erstmals als Glussina erwähnt. 1364 wurde der Ort als Glueschczin, 1365 als  Gluscha sowie 1366 als Gluschin erwähnt. Im Jahr 1400 wird erstmals eine Kirche im Ort erwähnt.
Nach dem Ersten Schlesischen Krieg 1742 fiel Glausche mit dem größten Teil Schlesiens an Preußen.
Nach der Neuorganisation der Provinz Schlesien gehörte die Landgemeinde Glausche ab 1816 zum Landkreis Namslau im Regierungsbezirk Breslau. 1824 erhielt die evangelische Schule im Ort ein neues Schulgebäude. 1845 bestanden im Dorf ein Vorwerk, eine Freischoltisei, eine katholische Kirche, eine katholische Schule, eine evangelische Schule, eine Wassermühle, drei Windmühlen, eine Ziegelei, eine Unterförsterei und 136 Häuser. Im gleichen Jahr lebten in Glausche 1194 Menschen, davon 568 katholisch und 7 jüdisch. 1851 erhielt der Ort eine evangelische Kirche aus Schrotholz. 1874 wurde der Amtsbezirk Glausche gegründet, welcher die Landgemeinden Brzezinke und Glausche und den Gutsbezirken Brzezinke, Forst und Glausche umfasste.
Mit der Wiedergründung des polnischen Staates nach dem Ersten Weltkrieg wurde das Reichthaler Ländchen Polen zugeordnet. Glausche wurde zu einem Grenzort. 1929 wurde im Ort eine evangelische Kirche erbaut. 1933 zählte Glausche 1082 sowie 1939 1079 Einwohner. Bis 1945 gehörte der Ort zum Landkreis Namslau. Während Kampfhandlungen im Ort wurden zahlreiche Gebäude zerstört, darunter die evangelische Kirche und das Schloss Glausche zerstört.
1945 kam der bisher deutsche Ort unter polnische Verwaltung, wurde in Głuszyna umbenannt und der Woiwodschaft Schlesien angeschlossen. 1949 wurde die evangelische Schrotholzkirche abgerissen. 1950 wurde Głuszyna der Woiwodschaft Oppeln zugeteilt. 1999 wurde es Teil des wiedergegründeten Powiat Namysłowski.

## Sehenswürdigkeiten
- Die römisch-katholische Allerheiligenkirche (poln. Kościół Wszystkich Świętych) wurde 1842 bis 1844 errichtet.[8] Der Kirchenbau steht seit 2014 unter Denkmalschutz.[9]
- Ehemalige Friedhof mit erhaltenen deutschen Denkmäler

## Vereine
- Freiwillige Feuerwehr OPS Głuszyna